# 1879 en Ontario
Chronologie de l'Ontario
- 1875
- 1876
- 1877
- 1878
- 1879
- 1880
- 1881
- 1882
- 1883

Cette page concerne des événements d'actualité qui se sont produits durant l'année 1879 dans la province canadienne de l'Ontario.

## Politique
- Premier ministre: Oliver Mowat (Parti libéral)
- Chef de l'Opposition: William Ralph Meredith à partir de janvier (Parti conservateur)
- Lieutenant-gouverneur: Donald Alexander Macdonald (en)
- Législature: 3e (en) puis 4e (en)

## Événements

### Janvier
- Janvier : le député de London William Ralph Meredith est choisi par les membres pour occuper le poste du chef de son Parti conservateur[1].

### Février
- 25 février : le conservateur John White (en) est réélu député fédéral de Hastings-Est face à son adversaire W.C. Farley.

### Mars
- 20 mars : le conservateur Josiah Burr Plumb qui a perdu sa circonscription de Niagara lors de l'élection fédérale du 17 septembre 1878 reprend son siège lors d'une élection partielle face au sortent du libéral Patrick Hughes (en).

### Juin
- 5 juin : le Parti libéral d'Oliver Mowat remporte la plus grande majorité de l'histoire de l'élection générale de la province avec un troisième mandat consécutif des 57 candidats élus contre 29 pour le Parti conservateur de William Ralph Meredith, 2 conservateur indépendants et 2 libéral indépendants.

### Novembre
- 17 novembre : le libéral et ancien premier ministre provinciale Edward Blake est élu sans opposition de Durham-Ouest à la suite de la démission du même parti Harvey William Burk

### Décembre
- 17 décembre : le député libéral fédéral de Lanark-Nord Daniel Galbraith (en) est décédé en fonction à Almonte à l'âge de 66 ans.

## Naissances
- 15 janvier : Mazo de la Roche, auteure († 21 juillet 1961).
- 20 mars : Maud Menten, scientiste († 26 juillet 1960).
- 25 mai : Max Aitken, politicien et homme d'affaires († 9 juin 1964).
- 16 août : Samuel Lawrence (en), député provincial de Hamilton-Est (en) (1934-1937) et maire de Hamilton († 25 octobre 1959).

## Décès
- 17 décembre : Daniel Galbraith (en), député fédéral de Lanark-Nord (1872-1879) (° 1er février 1813).